# Sara Lüscher
Sara Lüscher (* 11. Februar 1986 in Lenzburg) ist eine Schweizer Orientierungsläuferin.

## Laufbahn
Nach ihrem WM-Debüt 2010 drang sie bei den Weltmeisterschaften 2012 in Lausanne erstmals in die ersten zehn vor, als sie auf der Mitteldistanz Siebte wurde. 2013 gewann sie mit der Staffel die Bronzemedaille bei den Weltmeisterschaften in Finnland. Kurze Zeit später gewann sie mit Daniel Hubmann, Judith Wyder und Matthias Kyburz die Mixedstaffel bei den World Games in Kolumbien. 2014 verpasste sie als Vierte eine Medaille beim WM-Mitteldistanzrennen. Im Staffelrennen tags darauf gewann sie aber mit Sabine Hauswirth und Judith Wyder den Titel.
Lüscher läuft in der Schweiz für den Club OLC Kapreolo, international für den finnischen Club Kalevan Rasti. Zuvor lief sie auch für Wing OK. Bei der Swiss O Week wurde sie 2011 und 2014 jeweils Zweite der Gesamtwertung.

## Klassierungen
| Weltmeisterschaften  | Sprint | Mittel | Lang | Staffel | Mixed |
| -------------------- | ------ | ------ | ---- | ------- | ----- |
| 2010 Trondheim       |        |        | 13.  |         |       |
| 2011 Savoie          |        |        | 22.  |         |       |
| 2012 Lausanne        |        | 7.     | 11.  |         |       |
| 2013 Vuokatti        |        | 22.    | 15.  | 3.      |       |
| 2014 Trient/Venetien |        | 4.     |      | 1.      |       |

| Europameisterschaften | Sprint | Mittel | Lang | Staffel |
| --------------------- | ------ | ------ | ---- | ------- |
| 2008 Ventspils        | 25.    |        | 23.  |         |
| 2010 Primorsko        | 14.    | 24.    | 28.  |         |
| 2012 Falun            |        | 24.    | 11.  | 6.      |

| Gesamt-Weltcup | Gesamt-Weltcup |
| -------------- | -------------- |
| 2007           | 85.            |
| 2008           | 53.            |
| 2009           | 29.            |
| 2010           | 15.            |
| 2011           | 23.            |
| 2012           | 18.            |
| 2013           | 13.            |

| World Games | Sprint | Mittel | Mixed |
| ----------- | ------ | ------ | ----- |
| 2013 Cali   | 10.    | 7.     | 1.    |

| Junioren-WM       | Sprint | Mittel | Lang | Staffel |
| ----------------- | ------ | ------ | ---- | ------- |
| 2004 Gdynia       |        | 15.    | 40.  |         |
| 2005 Tenero       |        | 8.     | 5.   | 4.      |
| 2006 Druskininkai | 37.    | 59.    | 7.   | 6.      |